# Paramuricea
Paramuricea Koelliker, 1865 è un genere di ottocoralli della famiglia Plexauridae.

## Tassonomia
Il genere comprende le seguenti specie:
- Paramuricea aequatorialis Wright & Studer, 1889
- Paramuricea atlantica (Johnson, 1862)
- Paramuricea biscaya Grasshoff, 1977
- Paramuricea candida Grasshoff, 1977
- Paramuricea chamaeleon (Koch, 1887)
- Paramuricea clavata (Risso, 1826)
- Paramuricea contorta Koch, 1886
- Paramuricea echinata Deichmann, 1936
- Paramuricea graciosa Tixier-Durivault & d'Hondt, 1974
- Paramuricea grandis Verrill, 1883
- Paramuricea grayi (Johnson, 1861)
- Paramuricea hawaiensis Nutting, 1908
- Paramuricea hirsuta (Gray, 1851)
- Paramuricea hyalina Kükenthal, 1919
- Paramuricea indica Thomson & Henderson, 1906
- Paramuricea intermedia Kölliker, 1865
- Paramuricea johnsoni (Studer, 1878)
- Paramuricea kukenthali Broch, 1913
- Paramuricea laxa Wright & Studer, 1889
- Paramuricea macrospina (Koch, 1882)
- Paramuricea multispina Deichmann, 1936
- Paramuricea placomus (Linnaeus, 1758)
- Paramuricea ramosa Wright & Studer, 1889
- Paramuricea robusta Thomson & Ritchie, 1906
- Paramuricea spinosa Kölliker, 1865
- Paramuricea tenuis Verrill, 1883